# Tapacul de Bahia
El tapacul de Bahia (Eleoscytalopus psychopompus) és una espècie d'ocell de la família dels rinocríptids (Rhinocryptidae).

## Hàbitat i distribució
habita el sotabosc a les terres baixes costaneres de l'est de Brasil.